# Terpsiphone
Terpsiphone – rodzaj ptaków z rodziny monarek (Monarchidae).

## Zasięg występowania
Rodzaj obejmuje gatunki występujące w Afryce i Azji.

## Morfologia
Długość ciała 15–22 cm (bez wydłużonych, centralnych sterówek samców, które wystają poza inne na 1–32 cm); masa ciała 12,1–23,7 g (samce są z reguły większe i cięższe od samic).

## Systematyka
Rodzaj zdefiniował w 1817 roku francuski przyrodnik, zoolog i paleontolog Georges Cuvier w publikacji własnego autorstwa poświęconej królestwu zwierząt. Cuvier wymienił kilkanaście gatunków, z których gatunkiem typowym jest (późniejsze oznaczenie) Corvus paradisi Linnaeus, 1758 (muchodławka rajska). Jednak nazwa – Muscipeta – pod którą Cuvier opisał nowy takson, okazała się młodszym homonimem innego rodzaju ptaków opisanego w 1816 roku, dlatego w 1827 roku niemiecki zoolog Constantin Wilhelm Lambert Gloger w artykule poświęconym nowym nazwom rodzajów ptaków, opublikowanym w czasopiśmie „Notizen aus dem Gebiete der Natur- und Heilkunde”, nadał rodzajowi opisanemu przez Cuviera nową nazwę – Terpsiphone.

### Etymologia
- Muscipeta: łac. musca ‘mucha’, od gr. μυια muia, μυιας muias ‘mucha’; petere ‘atakować’[19].
- Terpsiphone (Terpsichore): gr. τερψι terpsi ‘rozkoszując się, czerpać radość’, od τερπω terpō ‘radować się’; φωνη phōnē ‘głos’[20].
- Tchitrea (Tschitraea, Tschitrea) i Tchiltrea (Thiltrea): malgaska nazwa Tchitrec dla muchodławki[21][22]. Typ nomenklatoryczny: (późniejsze oznaczenie) Corvus paradisi Linnaeus, 1758 (Tchitrea)[23]; (późniejsze oznaczenie) Muscicapa gaimardi Lesson, 1831 (= Muscicapa mutata Linnaeus, 1766) (Tchiltrea)[22].
- Monedula: łac. monedula ‘kawka’, od moneta ‘pieniądz, moneta’; edulis ‘pokarm’, od edere ‘jeść’[24]. Typ nomenklatoryczny (oryginalne oznaczenie): Corvus paradisi Linnaeus, 1758.
- Xeocephus (Xeocephalus, Zeocephus): gr. ξεω xeō ‘skrobać’; κεφαλη kephalē ‘głowa’[25]. Typ nomenklatoryczny (oryginalne oznaczenie): Tchitrea rufa G.R. Gray, 1843 (= Zeocephus cinnamomeus Sharpe, 1877).
- Callaeops: gr. Gr. καλλαια kallaia ‘korale’, od καλλαιον kallaion ‘grzebień koguta’; ωψ ōps, ωπος ōpos ‘oko’[26]. Typ nomenklatoryczny (oryginalne oznaczenie): Callaeops periophthalmica Ogilvie-Grant, 1895.
- Neoxeocephus: gr. νεος neos ‘nowy’; rodzaj Xeocephus Bonaparte, 1854 (muchodławka)[27]. Typ nomenklatoryczny (oryginalne oznaczenie): Zeocephus cyanescens Sharpe, 1877.

### Podział systematyczny
Do rodzaju należą następujące gatunki:
- Terpsiphone cinnamomea (Sharpe, 1877) – muchodławka cynamonowa
- Terpsiphone cyanescens (Sharpe, 1877) – muchodławka błękitna
- Terpsiphone atrocaudata (Eyton, 1839) – muchodławka czarnosterna
- Terpsiphone incei (Gould, 1852) – muchodławka chińska
- Terpsiphone affinis (Blyth, 1846) – muchodławka indochińska
- Terpsiphone floris Büttikofer, 1894 – muchodławka floreska
- Terpsiphone corvina (E. Newton, 1867) – muchodławka lśniąca
- Terpsiphone bourbonnensis (Statius Müller, 1776) – muchodławka maskareńska
- Terpsiphone paradisi (Linnaeus, 1758) – muchodławka rajska
- Terpsiphone mutata (Linnaeus, 1766) – muchodławka białoskrzydła
- Terpsiphone atrochalybeia (T.R.H. Thomson, 1842) – muchodławka czarna
- Terpsiphone viridis (Statius Müller, 1776) – muchodławka wspaniała
- Terpsiphone rufocinerea Cabanis, 1875 – muchodławka rdzaworzytna
- Terpsiphone batesi Chapin, 1921 – muchodławka kongijska
- Terpsiphone rufiventer (Swainson, 1837) – muchodławka rdzawa
- Terpsiphone bedfordi (Ogilvie-Grant, 1907) – muchodławka ciemna